# Bosque de Compiègne

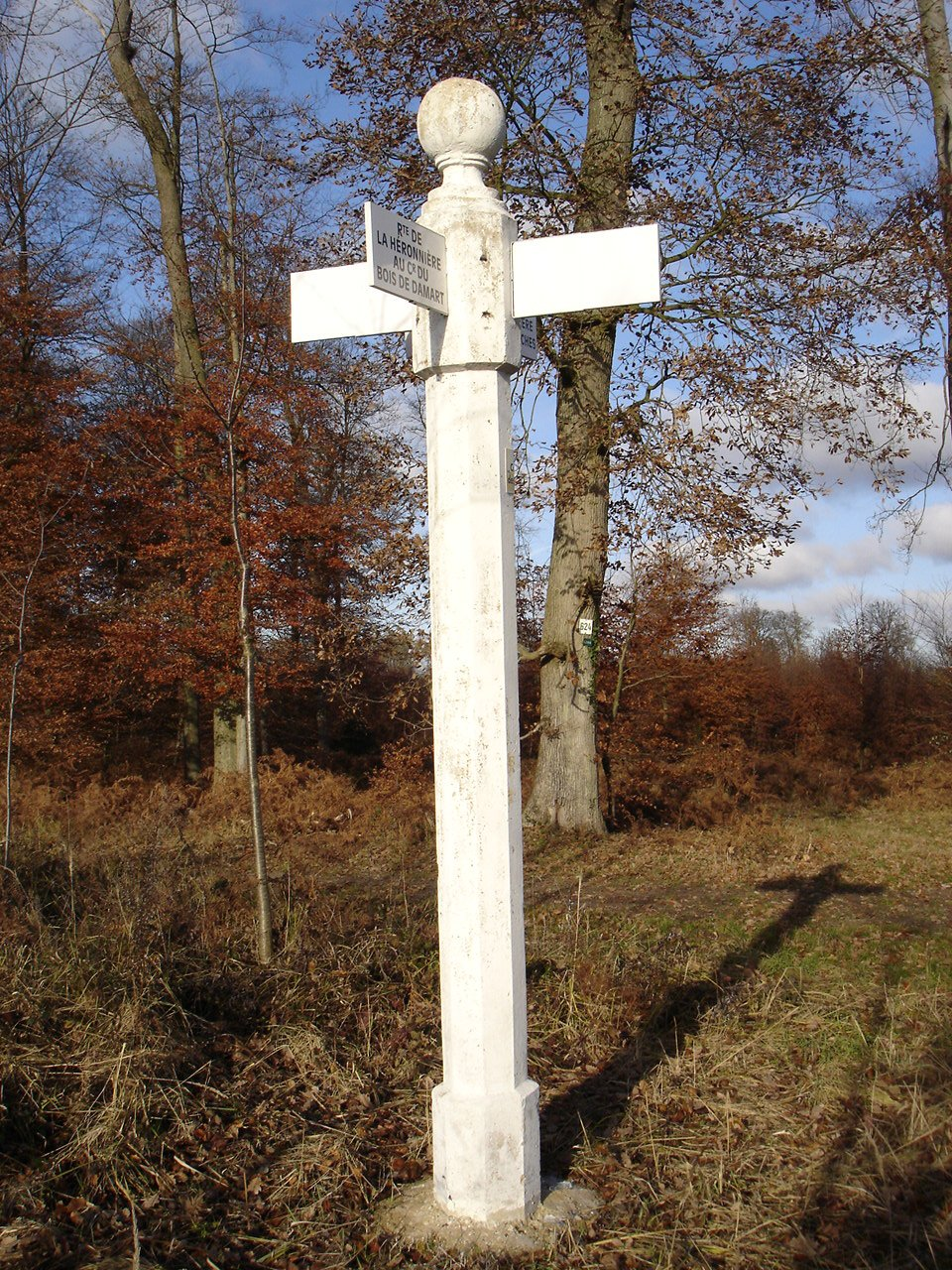
Poste señalizador en el bosque de Compiègne.

El bosque de Compiègne es un bosque público de Picardía, ubicado cerca a la ciudad de Compiègne. Con una superficie de 14 417 hectáreas, constituye uno de los grandes macizos forestales de Francia y el tercer bosque público del país por su extensión. Cuenta con abundantes recursos madereros (roble y haya) y de animales de caza.

## Geografía
El bosque de Compiègne se extiende al norte hasta el valle del río Aisne; al oeste hasta los valles del río Oise, Automne; al este hasta los arroyos de Berne y de Vandy; mientras que, al sur (Champlieu, Morienval), el bosque se extiende sobre la meseta.
De forma geométrica, el contorno del bosque forma un círculo de 14 km de diámetro y de 43 km de perímetro, en una superficie de 14 417 hectáreas. El punto culminante es la llanura de Palesne en el sureste a 145 m de altitud.
El río Aisne separa el bosque de Compiègne del bosque de Laigue al norte. Al sureste, el bosque de Compiègne está separado del bosque de Retz por 2,5 km de cultivos.

## Historia
En la época de los galos, el espacio ocupado por el bosque de Compiègne era un vasto humedal que será parcialmente cultivado en la época romana como lo muestran numerosos vestigios de granjas o hábitats galo-romanos.
El bosque propiamente dicho, en otro tiempo llamado bosque de Cuise, se extendía más al este, probablemente cerca de la aldea de Cuise. Fue allí donde, en 561, el rey franco Clotario I:
 habiéndose ido durante el quincuagésimo primer año de su reinado al bosque de Cuise [el bosque de Compiègne], para cazar, fue aquejado por la fiebre y se fue a Compiègne. Allí, cruelmente atormentado por la fiebre dijo « ¡Ay! ¿Quién creen que sea el rey del cielo que hace morir así a reyes tan poderosos? ». Y dejó su espíritu en esta tristeza.
No fue sino tardíamente en la Edad Media que los árboles colonizaron o recolonizaron los pantanos, entonces abandonados para componer el bosque actual.
A numerosos soberanos de Francia les gustaba ir a cazar a este bosque. Francisco I fue el primero en habilitarlo por medio del trazado de ocho vías. Luis XIV hizo trazar el gran octógono y 54 vías, mientras que Luis XV y Luis XVI se ocuparon de abrir otras hasta llegar a 200 rutas. Napoleón hizo partir la entrada de Beaux-Monts. El bosque presentaba un relieve variado que se prestaba bien para la caza: mesetas cortadas por pequeños valles y desfiladeros, pequeñas colinas denominadas "los montes", arroyos y estanques.

### Claro del Armisticio

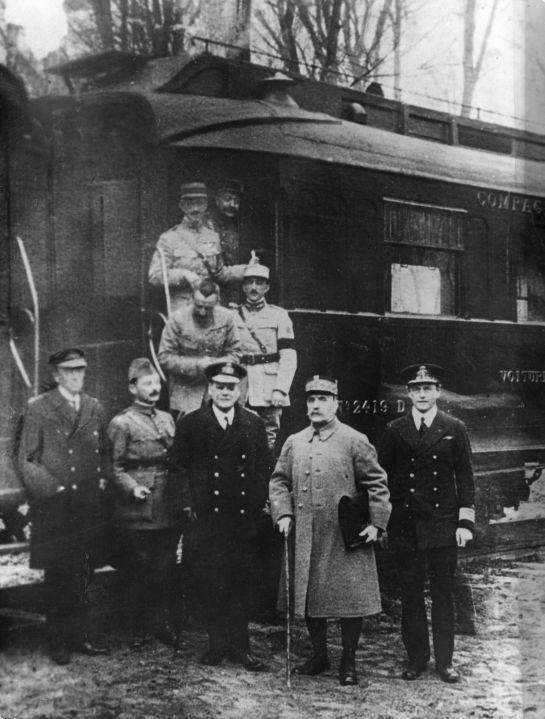
Primera Guerra Mundial: Ferdinand Foch (segundo en la derecha) y las dos delegaciones que negociaron los términos del armisticio.

El claro de Rethondes o claro del Armisticio, donde el mariscal Ferdinand Foch recibió a los plenipotenciarios alemanes el 11 de noviembre de 1918 se ubica no lejos de la aldea de Rethondes, en el bosque de Compiègne; pero en el territorio de la comuna de Compiègne. Su nombre deriva del nombre de la antigua estación de Rethondes, situada en el bosque en la comuna de Compiègne, denominada así para diferenciarla de la estación principal de la ciudad.
En noviembre de 1918, buscando un lugar tranquilo y aislado, no muy alejado del cuartel general aliado de Senlis ni del frente de batalla, el tren del mariscal Foch y el tren de la delegación alemana fueron encaminados a este lugar. Uno de los vagones del tren del mariscal Foch sirvió de lugar de las negociaciones y de la firma del armisticio de la Primera Guerra Mundial, el 11 de noviembre de 1918.
Para conmemorar este evento los franceses colocan una lápida con la inscripción: "Aquí, el 11 de noviembre de 1918, sucumbió el orgullo criminal del Imperio alemán, vencido por los pueblos libres que pretendía domeñar".

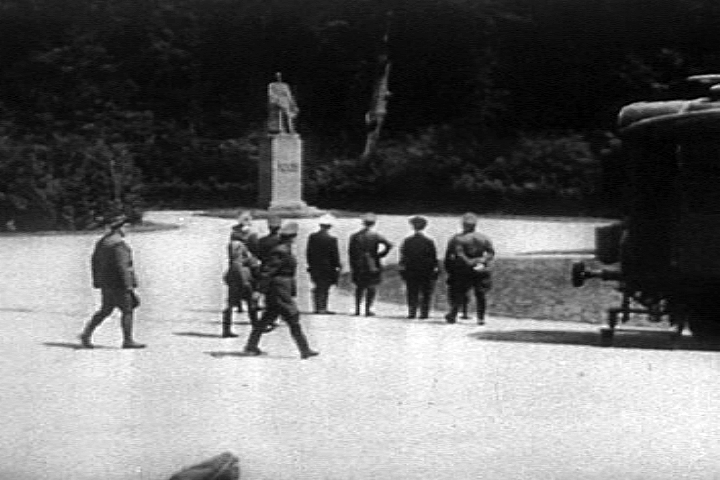
Segunda Guerra Mundial: Hitler y sus oficiales observan la estatua conmemorativa del mariscal Ferdinand Foch antes de ingresar al vagón donde se firmaron los términos del armisticio del 22 de junio de 1940.

Sobre este lugar y en el mismo vagón, fue igualmente firmado el armisticio del 22 de junio de 1940 tras la batalla de Francia al inicio de la Segunda Guerra Mundial.

## Otros lugares históricos

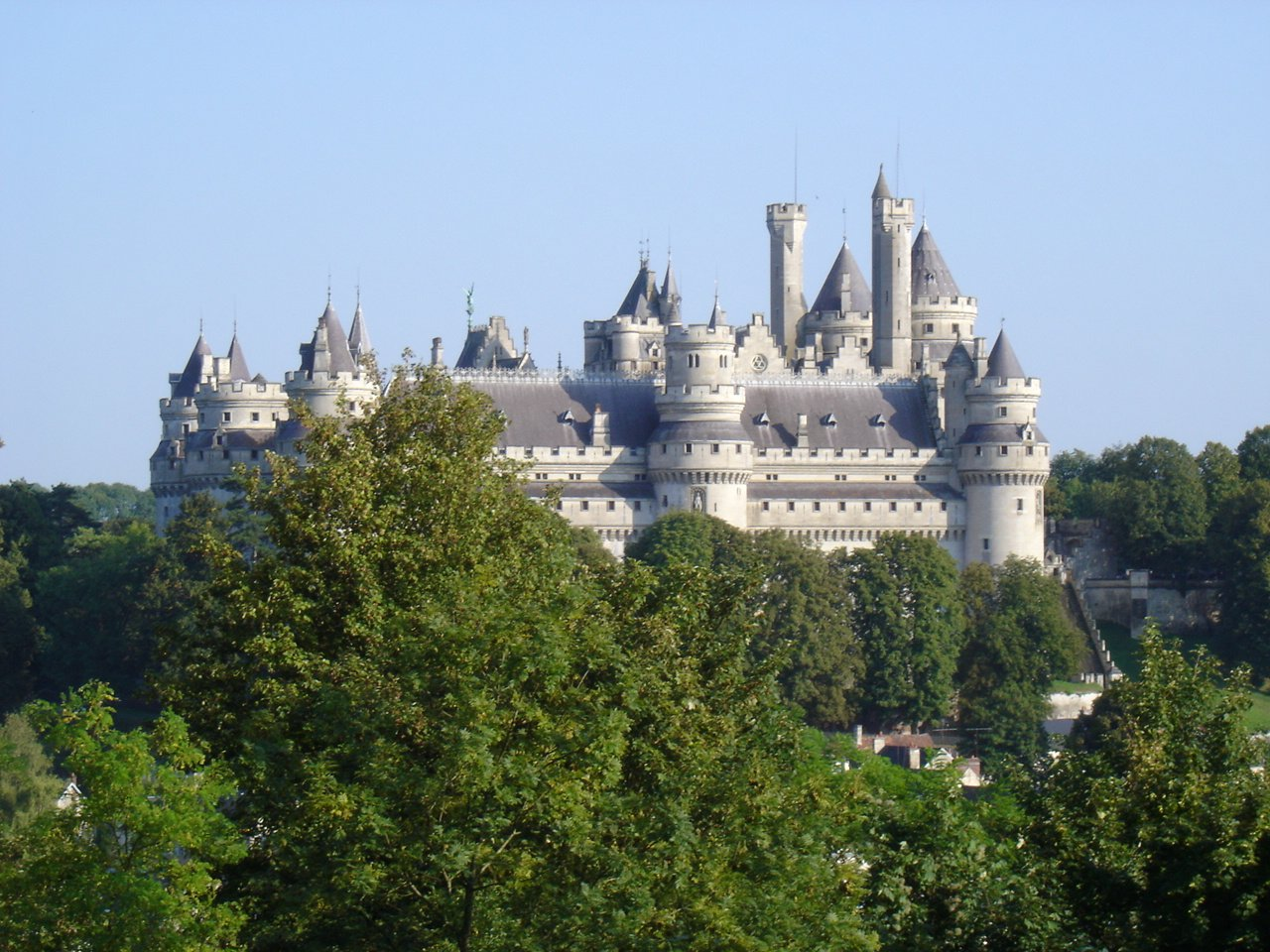
Vista panorámica del Château de Pierrefonds en 2004.

- El Château de Compiègne sirvió de lugar de veraneo y de caza de los reyes de Francia Luis XIV, Luis XV y Luis XVI, así como a los emperadores Napoleón I y Napoleón III. Preserva, entre otros, tapicerías de gobelinos que representan escenas de caza de Luis XV en el bosque de Compiègne.
- El château de Pierrefonds fue reconstruido por Eugène Viollet-le-Duc bajo el reinado de Napoleón III.
- Aldea de Saint-Jean-aux-Bois con los restos de una antigua abadía de benedictinos fundada en el siglo XII por la reina Adela de Saboya.[2]